# Верхний Тагил (муниципальный округ)
Муниципа́льный о́круг Ве́рхний Таги́л — муниципальное образование в Свердловской области России, относится к Горнозаводскому управленческому округу.
Административный центр — город Верхний Тагил.
С точки зрения административно-территориального устройства области, муниципальный округ Верхний Тагил вместе с Кировградским муниципальным округом находятся в границах  города Кировграда как административно-территориальной единицы, соответствующей категории города областного подчинения.

## География
Муниципальный округ Верхний Тагил расположен в юго-западной части Свердловской области, в южной части Горнозаводского управленческого округа. Площадь муниципального округа Верхний Тагил — 310,573 км², что составляет приблизительно 0,16% площади Свердловской области.
Муниципальный округ Верхний Тагил граничит:
- на севере (самая длинная граница) — с Кировградским муниципальным округом,
- на востоке и юге — с Новоуральским городским округом,
- на юго-западе — с муниципальным округом Первоуральск,
- на западе (самая короткая граница) — с муниципальным образованием «город Нижний Тагил».

Город Верхний Тагил расположен в северной части муниципального округа, посёлок Белоречка — в восточной, посёлок Половинный — в центральной.
Автодрожные сети муниципального округа Верхний Тагил представлены уличными сетями трёх его населённых пунктов, а также пригородной семикилометровой автодорогой Верхний Тагил — Половинный и участками междугородних автодорог, соединяющих город Верхний Тагил с Кировградом, Нейво-Рудянкой и Новоуральском. По землям муниципального округа проходит участок тупиковой железнодорожной ветки Верхнетагильская — Нейва грузового назначения.
Бо́льшая часть территории муниципального округа расположена на восточном склоне Среднего Урала и занята лесом. Единая горная цепь в пределах округа разрывается надвое. Уральские горы тянутся сначала с юга на север в юго-восточной части округа, образуя Бунарский хребет, который в пределах муниципального округа составляют следующие вершины: Перевал, западная вершина Красных гор, Бунар и др., а также отроги хребта: Черемшанка, Мейдачная, Липовая и др. Затем горы продолжаются в западной части округа, где начинается хребет Весёлые горы.
По землям муниципального округа Верхний Тагил с юга на север протекает река Тагил, являясь естественной осью округа. В пределах муниципального округа в Тагил впадает множество мелких притоков (от истока к устью):
- Западная Каменка,
- Боровка,
- Каменка,
- Бертеневский Лог 1-й,
- Бунар,
- Половинка,
- Черемшанка,
- Хмелевка,
- Вогулка.

В свою очередь, притоки Тагила также принимают множество мелких рек и ручьёв.
В районе города Верхнего Тагила река Тагил зарегулирована: на ней образован Верхнетагильский пруд. На левом притоке Тагила — реке Вогулке — при впадаении в Верхнетагильский пруд образован Вогульский пруд.
На юго-западе округа протекают также мелкие реки — притоки Казачьего Шишима. На востоке округа начинаются несколько рек, впвдающих в Нейву или являющихся частью её бассейна: Большая Белая, Хмелёвка и др. Река Сибирка протекает в северной части муниципального округа, но впадает в Тагил за пределами округа.

## История
24 июля 1996 года Верхний Тагил вышел из подчинения городской администрации Кировграда и образовал самостоятельное муниципальное образование город Верхний Тагил. В состав муниципального образования также вошли также рабочий посёлок Белоречка и посёлок Половинный. 10 ноября 1996 года муниципальное образование было включено в областной реестр.
С 31 декабря 2004 года муниципальное образование наделено статусом городского округа. Рабочий посёлок Белоречка был преобразован в сельский населённый пункт.
1 января 2006 года муниципальное образование город Верхний Тагил было переименовано в городской округ Верхний Тагил.
С 1 января 2025 года городской округ Верхний Тагил был преобразован в муниципальный округ.

## Состав
В состав муниципального округа Верхний Тагил входят 3 населённых пункта.
| № | Населённый пункт | Тип населённого пункта        | Население |
| - | ---------------- | ----------------------------- | --------- |
| 1 | Белоречка        | посёлок                       | ↗319      |
| 2 | Верхний Тагил    | город, административный центр | ↘9925     |
| 3 | Половинный       | посёлок                       | ↘1408     |

С точки зрения административно-территориального устройства области, все 3 населённых пункта муниципального округа Верхний Тагил входят в состав города Кировграда как административно-территориальной единицы.

## Население
| 2010    | 2011    | 2012    | 2013    | 2014    | 2015    | 2016    |
| ------- | ------- | ------- | ------- | ------- | ------- | ------- |
| 13 570  | ↘13 516 | ↘13 365 | ↘13 166 | ↘13 057 | ↘13 050 | ↘12 932 |
| 2017    | 2018    | 2019    | 2020    | 2021    | 2023    |         |
| ↘12 784 | ↘12 533 | ↘12 191 | ↘12 014 | ↘11 247 | ↘11 037 |         |